# Project X-Traction
Project X-Traction (Hidden Strike) è un film del 2023 diretto da Scott Waugh con protagonisti John Cena e Jackie Chan.

## Trama
Durante un attacco alla raffineria petrolifera in Iraq di proprietà della società cinese Unicorp, guidato da Owen Paddock, ex soldato delle forze speciali, il leader della sicurezza privata Dragon Luo Feng cerca di evacuare i dipendenti civili. Feng deve affrontare non solo mercenari, ma anche conflitti familiari, in particolare con sua figlia Mei, durante la missione.
Chris Van Horne, ex marine degli Stati Uniti, coinvolto da necessità finanziarie, si unisce contro la sua volontà al fratello mercenario Henry nell'attaccare il convoglio. La loro motivazione è catturare un uomo responsabile di un precedente attacco. La situazione si complica quando cinque civili, inclusa la Professoressa Chang, vengono rapiti.
Chris, inizialmente coinvolto per motivi personali, scopre i piani di Owen di riattivare la raffineria per trarne profitto. Nel corso degli eventi, emergono segreti familiari e riconciliazioni, ma anche tradimenti e violenza. Una tempesta di sabbia orchestrata dai mercenari rende la situazione ancora più critica.
Tra inseguimenti, colpi di scena e conflitti, viene anche rivelato che Chris è sopravvissuto a seguito di un'apparente tragedia. Feng, Mei e Chris lavorano insieme per sventare i piani di Owen e arrestare i responsabili del colpo petrolifero. Alla fine, Chris si unisce alla squadra di Feng per nuove avventure dopo aver contribuito a risolvere la crisi e riparato il pozzo nel suo villaggio.

## Produzione
Il film era originariamente previsto come una collaborazione tra Jackie Chan e Sylvester Stallone, ma poi Stallone abbandona il progetto e viene sostituito da John Cena. È stato girato nel 2018 in Cina anziché in Medio Oriente dove è ambientato.
Il film in fase di lavorazione ha cambiato diversi titoli tra cui Ex-Baghdad, Project X ma poi viene scelto Hidden Strike anche se a livello internazionale viene distribuito col titolo Project X-Traction che era anche uno dei titoli in fase di lavorazione.

## Distribuzione
Un trailer del film è stato rilasciato il 30 maggio 2023.
Il film è uscito nelle sale il 6 luglio 2023 negli Emirati Arabi Uniti e il 28 luglio 2023 negli Stati Uniti e a livello internazionale su Netflix.
Il film è diventato il film più visto su Netflix in tutto il mondo nel suo weekend di uscita, classificandosi come il film numero 1 negli Stati Uniti e in altri 53 paesi, senza alcuna promozione da parte della piattaforma.